# Benz/21

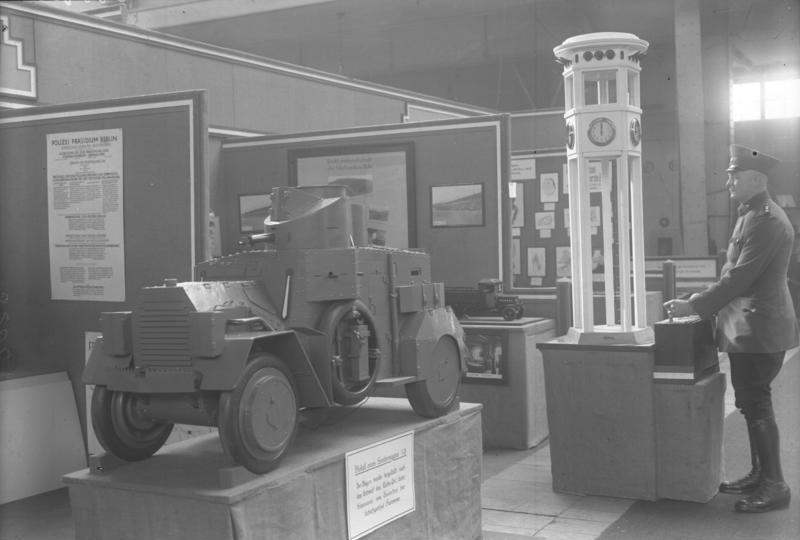
Modellausstellung Schupo Sonderwagen Benz/19 (einzelner Turm, spitzer "Seitenerker") auf der Internationalen Polizeiausstellung in Berlin (1926).

Der Benz/21 auch Schupo Sonderwagen Benz/21 oder VP21 war ein Radpanzer, der von den Schutz- und Ordnungspolizeien der Weimarer Republik als Sonderwagen eingesetzt wurde. Von 1921 bis 1925 wurden von der Firma Benz & Cie. 25 Fahrzeuge der Variante VP21 gebaut und ausgeliefert. Das Fahrzeug und verschiedene nahe Varianten sind frühe Modelle aus der Reihe von wieder aufgenommenen Panzerentwicklungen in Deutschland nach dem Ersten Weltkrieg.

## Beschreibung
Wie der Daimler DZVR 21 und der Ehrhardt/21 war der Benz/21 VP21 Ergebnis einer Ausschreibung des Reichsministeriums des Innern, das die Anschaffung der Sonderwagen für die Länderpolizeien koordinierte. Nach Schmitt hatte sich „eine größere Anzahl von Automobilfirmen“ für das Projekt beworben, angenommen wurden aber nach Vorversuchen nur die o.a. drei Entwürfe.

### Gemeinsame Merkmale der Sonderwagen Daimler, Benz und Ehrhardt
Als gemeinsame Merkmale besaßen die Sonderwagen von Benz und Daimler als Basischassis die Artillerie-Kraftzugmaschine Krupp-Daimler (Art.Kr.Zgm. Kr.-D.) 100 PS KD 1 aus dem Ersten Weltkrieg mit Vierradantrieb. und Rückwärtslenkung. Weitere Merkmale sind ein vorn liegenden Motor, ein Umkehrvorgelege und eine stillgelegte Doppellenkung, so dass die Fahrzeuge bei Bedarf rückwärts mit derselben Geschwindigkeit gesteuert werden konnten wie vorwärts. Die Firma Ehrhardt nutzte ein eigenes Chassis, das im Ersten Weltkrieg für Ballonabwehrkanonen gebaut wurde. Die Panzerwagen waren hoch gebaut, um das Besteigen der Fahrzeuge zu erschweren. Der Panzeraufbau hatte zwei diametral gegenüberliegende Drehtürme mit je einem Maschinengewehr. Durch ihr großes Gewicht waren die Fahrzeuge in der  Lage, Barrikaden mit Hilfe eingebauter Rammböcke beiseite zu schieben. Im so genannten Polizeikampf dienten sie zur gewaltsamen Aufklärung, als Vorhut oder auch als Rückhalt für die infanteristisch eingesetzten Beamten.

### Besonderheiten des Benz/21 VP21
Manche Ausführung der Sonderwagen-Reihen unterscheiden sich in nur wenigen Details der drei Hersteller Benz (Gaggenau), Daimler (Stuttgart) und Ehrhardt (Berlin).  Die Variante VP21 hat als markantes Merkmal einen abgeflachten "Seitenerker" mit kleinen Öffnungen, die als Schießscharten genutzt werden konnten. Dieser Aufbau wurde von Martini & Hünecke Maschinenfabrik AG Berlin geliefert. Nach Werksangaben des Archives der Daimler-Benz A.G. wurden 25 Exemplare gefertigt, andere Quellen weisen 24 Stück aus.
Variantenvergleich in Bildern:

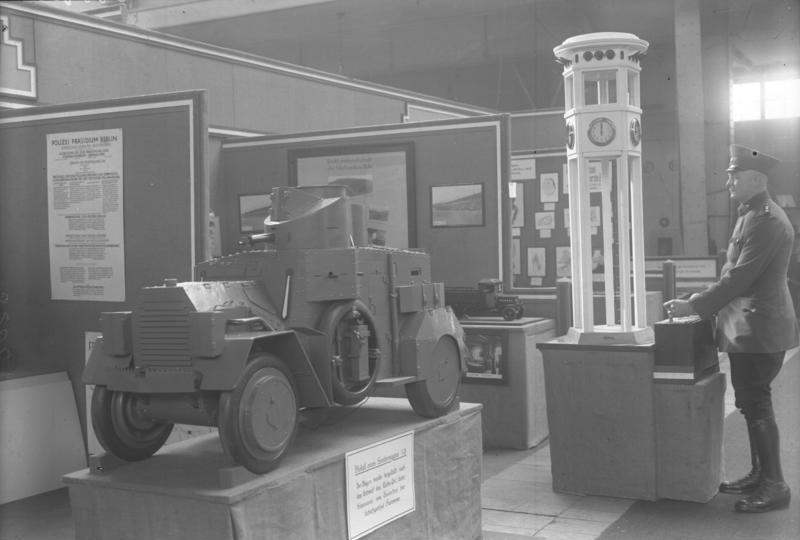
DZVR 19, Einzelturm, spitzer "Seitenerker"
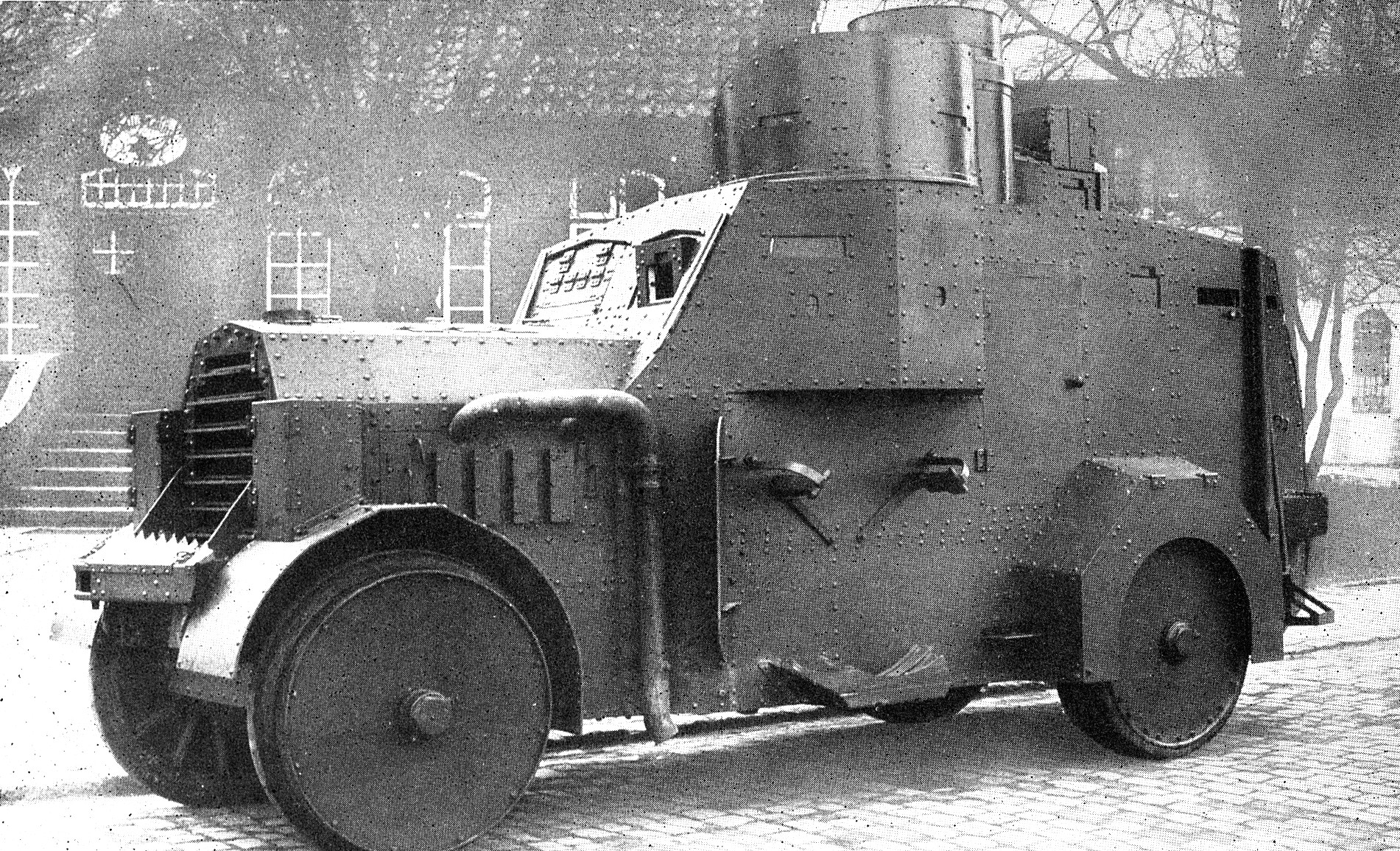
Ehrhardt/21, Doppelturm, flacher "Seitenerker"
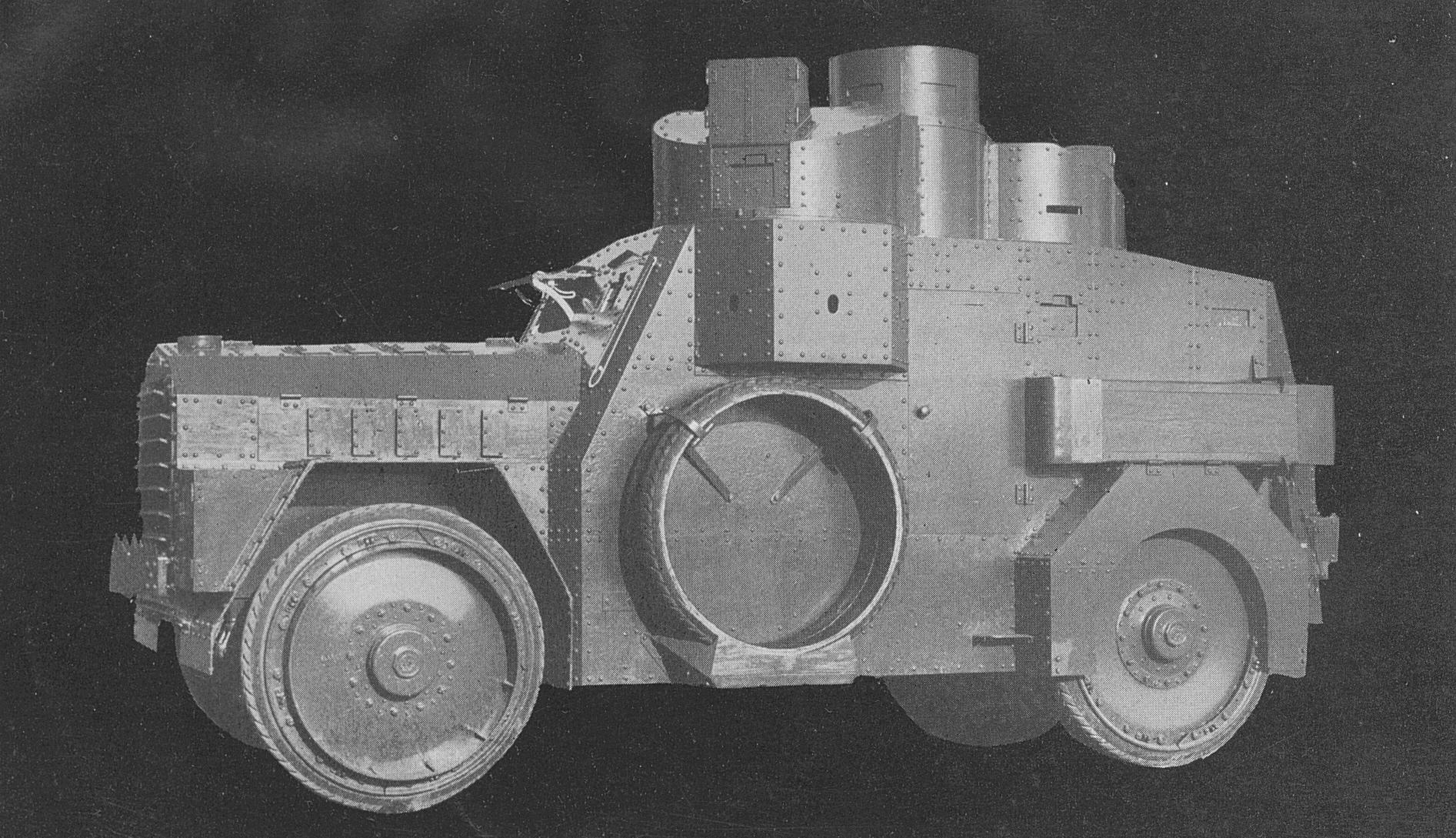
Benz/21 VP21, Doppelturm, flacher "Seitenerker"
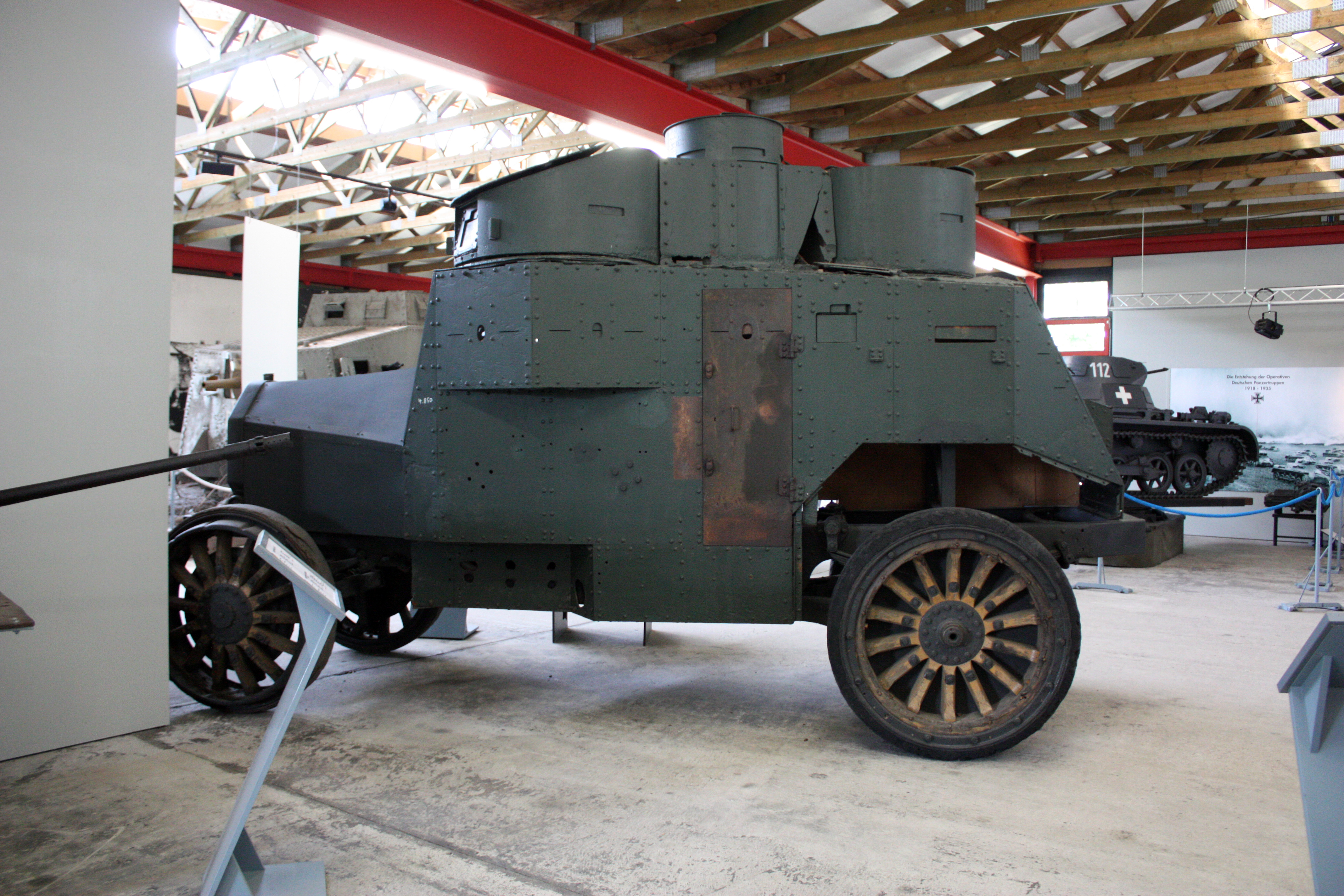
Daimler DZVR 21, Doppelturm spitzer "Seitenerker"
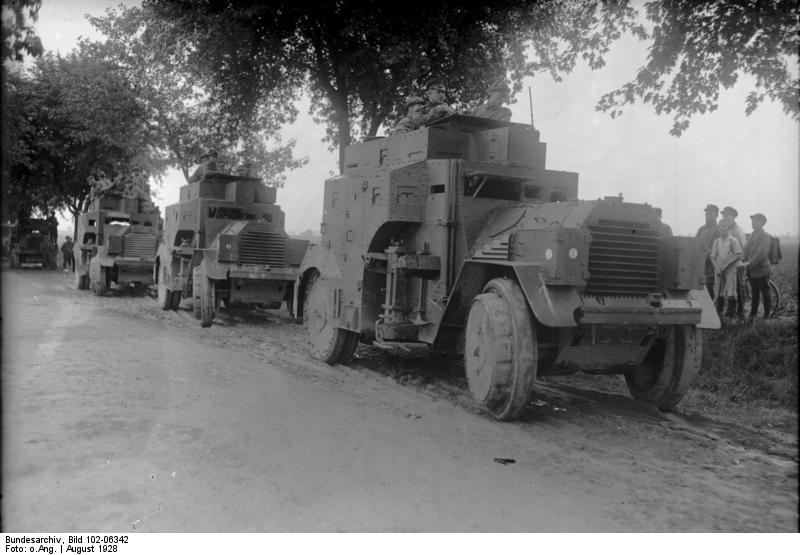
Sd.Kfz. 3, militärische Variante „Gepanzerter Kraftwagen“  mit deutlich anderem Aufbau

## Technische Daten
Datenblatt Benz/21 Ausführung VP21:
- Konstruktion: Benz & Cie.
- Produktion: 25 Stück, 1921–22, Benz & Cie, Gaggenau
- Zulässiges Gesamtgewicht: 11,0 t
- Länge: 5950 mm
- Breite: 2600 mm
- Höhe: 3320 mm
- Radstand: 3,60 m
- Räder: Stahlblech-Scheibenräder, Vollgummi 1220×60, hinten zwillingsbereift
- Bodenfreiheit: 300 mm
- Motor: Benz S 140 N
- Zylinder: 4
- Hubraum: 12300 cm³
- Leistung: 74 kW (100 PS) bei 1200/min
- Bordnetz: 12 V
- Höchstgeschwindigkeit (Straße): 60 km/h
- Kraftstoffverbrauch/100 km: 80 Liter
- Tankinhalt: 270 Liter in 3 Tanks (100+135+35)
- Fahrbereich: 330 km
- Steigfähigkeit: 35 %
- Besatzung: 5 Mann
- Panzerung: 4 bis 12 mm Chromnickelstahl
- Bewaffnung: 2 × MG 08/15 mit Wasserkühlung in zwei Panzerdrehtürmen